# Обыкновенные мешкокрылы
Обыкновенные мешкокрылы (лат. Saccopteryx) — род летучих мышей из семейства футлярохвостых.
Родовое название образовано от двух слов: лат. saccus — «мешок», греч. πτέρυξ — «крыло».

## Ареал и места обитания
Обитают в Центральной и Южной Америке. Могут жить как в лесах так и в открытых местностях.

## Описание
Длина тела с головой 37—55 мм, длина хвоста 12—20 мм, длина предплечья 35—52 мм, вес 3—11 гр. Окраска верхней части тела темно-коричневая; низ бледно-коричневый. На спине есть светлые продольные полосы.

## Поведение
Обыкновенные мешкокрылы проводят день в сравнительно хорошо освещенных местах, например в дуплах деревьев, нишах между опорными корнями деревьев или в углублениях и в конструкциях созданных человеком. Особи в колонии поддерживают минимальные расстояния в несколько сантиметров друг от друга в вертикальном положении.

## Классификация
В род включают 5 видов:
- Saccopteryx antioquensis Muñoz & Cuartas, 2001
- Saccopteryx bilineata (Temminck, 1838) — Двулинейный мешкокрыл
- Saccopteryx canescens Thomas, 1901 — Седой мешкокрыл[2][3]
- Saccopteryx gymnura Thomas, 1901 — Бразильский мешкокрыл[2][3]
- Saccopteryx leptura (Schreber, 1774) — Малый мешкокрыл[2]